# Blueberry Hill (пісня)
Blueberry Hill — популярна пісня, написана американським музикантом ітаійського походження Вінсентом Роузом, вперше опублікована 1940 року.
У другій половині XX століття ця пісня була записана багатьма музикантами, серед яких оркестр Глена Міллера (1941), Луї Армстронг (1949), Фетс Домінго (1956), Елвіс Преслі (1957), Літл Річард (1958), Адріано Челентано (1977), гурти Led Zeppelin (1970), The Beach Boys (1976) та інші.
У виконанні Луї Армстронга Ця пісня потрапила до списку 500 найкращих пісень усіх часів за версією журналу Rolling Stone — № 81.